# Francesco Granacci

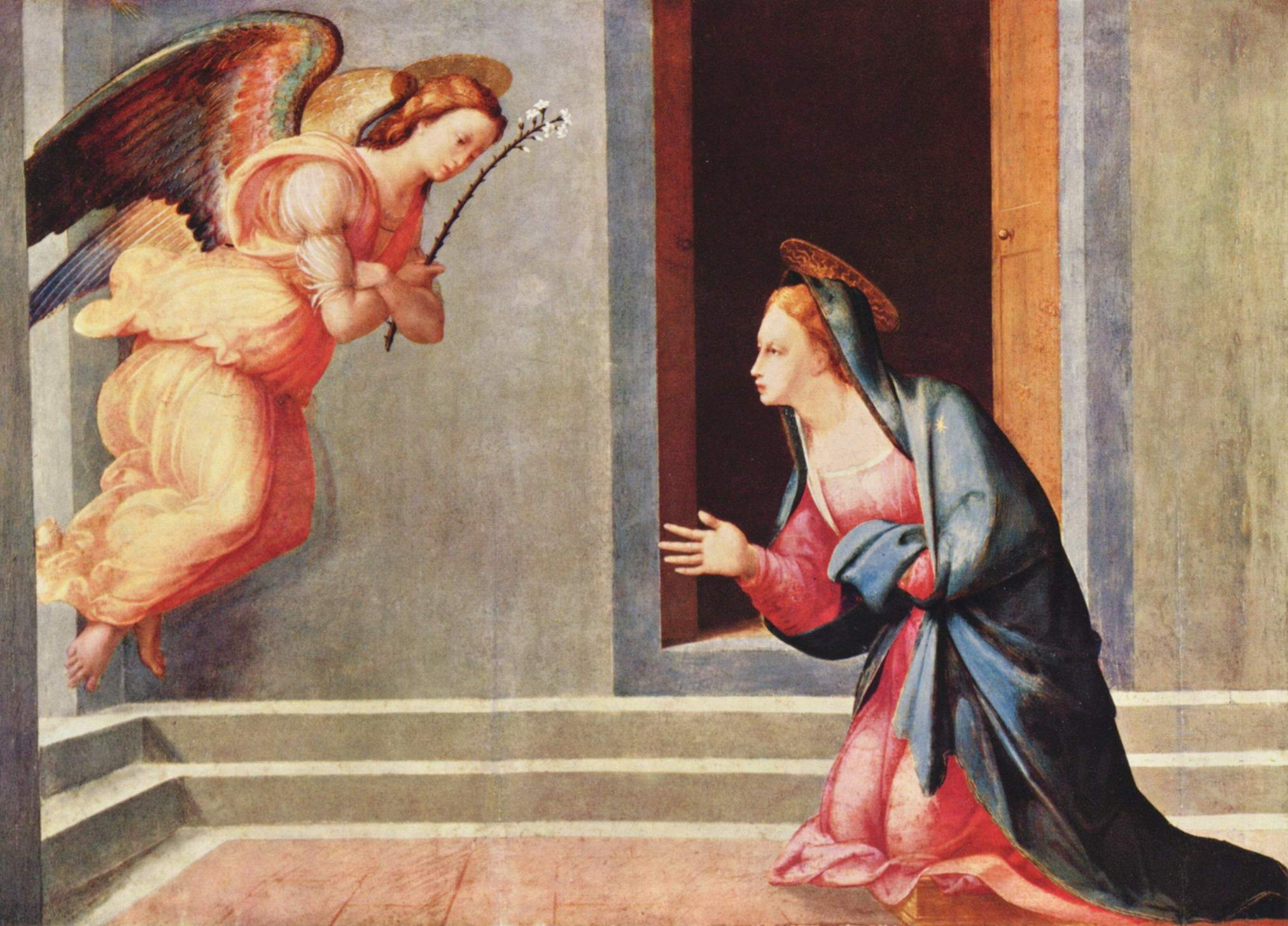
Anunciació, Corsham Court, Bath

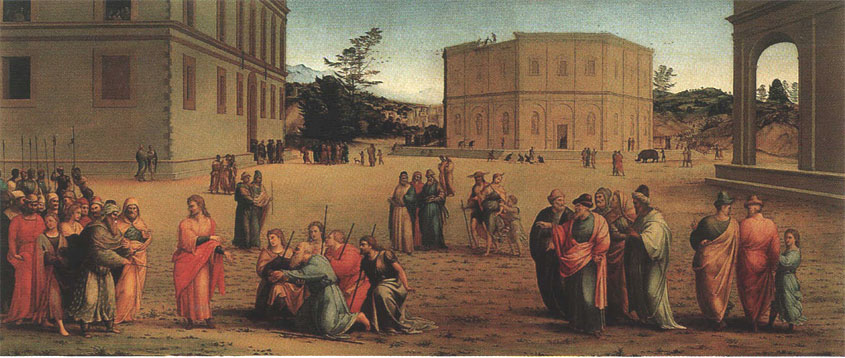
Josep presenta el pare i els germans al faraó, Galeria dels Uffizi (sala 25), Florència

Francesco Granacci (Villamagna di Volterra, 1469 — Florència, 30 de novembre de 1543) va ser un pintor italià de les primeries del manierisme florentí.
Es va formar al taller de Domenico Ghirlandaio, on també s'exercitava Miquel Àngel, qui va esdevenir amic seu i amb el qual va ser escollit per a freqüentar l'escola de Llorenç el Magnífic al Jardí de sant Marc. Assimilà tan bé les lliçons del Quatrocento que una part important de la seua producció en roman fidel a certes característiques en els detalls i en la composició, fent tal volta bastant incerta la datació de les seues obres. Aquesta circumstància fa fonamental l'existència de la seua biografia, continguda a Le Vite de' più eccellenti pittori, scultori, e architettori de Giorgio Vasari, on es troben esmentades nombroses obres del pintor, totes localitzades, tot i que no datades amb absoluta exactitud.
Les primeres obres juvenils van estar influenciades per l'estil de Filippino Lippi, com ara la Mare de Déu entronitzada entre els sants Miquel i Joan Baptista (Staatliche Museen, Berlín), l'Adoració de l'Infant (Academy of Art de Honolulu) i les Quatre Escenes de la vida de sant Joan Baptista (repartides entre Nova York, Liverpool i Cleveland), dotades d'una vivaç vena narrativa i probablement creades per una comanda privada florentina.
L'any 1508 es va traslladar a Roma, on, amb altres artistes, va ajudar Miquel Àngel a transferir els dibuixos dels cartrons a la volta de la Capella Sixtina. De nou a Flòrència va pintar una Mare de Déu amb Infant entre els sants Francesc i Jeroni per al convent dels Agustins de San Gallo (avui dia a la Galleria dell'Accademia), la Mare de Déu de la Cintola per a la Companyia de Sant Benet Bigi, i l'any 1515 va participar en la realització de l'ornamentació de la ciutat amb ocasió de la visita a Florència del papa Lleó X. Del mateix període són les Escenes de la vida de sant Josep (repartides entre els Uffizi i el Palau Davanzati).
Va atènyer la plena maduresa artística al voltant de 1519, amb obres com ara la Mare de Déu amb l'Infant i sant Joanet (Museu d'Art Occidental i Oriental d'Odessa), amb la superació dels esquemes del Quattrocento cap a un sentit més complex i modern de l'espai compositiu i del moviment. Algunes obres realitzades entre 1520 i 1525 palesen una influència directa de Fra Bartolomeo (Mare de Déu entronitzada entre sant Sebastià i sant Francesc a Castelfiorentino, Sacra Conversa a Montemurlo), mentre que hom pot adscriure a l'influx de Pietro Perugino el retaule de la Verge Assumpta i quatre sants (galleria dell'Accademia, Florència, 1525 circa). La influència dels altres pintors manieristes aportaria posteriorment a la pintura de Granacci solucions originals, que el pintor empra sobretot en les obres de petit format, mentre que les obres més grans es troben encara sotmeses a un estil clàssic.
Un altre encàrrec prestigiós va ser l'execució d'un retaule per al convento di Sant'Apollonia, segons Vasari pintat sobre un esbós del mateix Miquel Àngel, del qual romanen només alguns fragments, com ara unes escenes de la predel·la amb l'Anunciació i les Escenes dels Sants Màrtirs, amb una tècnica segura i fluida i una expressivitat vivaç.
Decididament manierista és també el gran llenç de l'Entrada de Carles VIII a Florència (1527, Uffizi) o els Deu mil màrtirs de l'Església dels sants Simó i Judes, a Florència, ambdues de la seua darrera etapa.
Està enterrat a l'església de Sant Ambrosi a Florència.